# Травіата
«Травіата» (італ. La traviata, досл.: «пропаща (жінка)», від дієслова traviare «збитися зі шляху») — опера на три дії італійського композитора Джузеппе Верді на лібрето Франческо Марія П'яве за мотивами роману «Дама з камеліями» Александра Дюма-сина. Вперше поставлена 6 березня 1853 року в театрі Ла Феніче у Венеції і спочатку зазнала провалу, однак, перероблена, стала однією з найвідоміших опер.
Незвичайним для оперної постановки того часу був у першу чергу вибір головної героїні — куртизанки, що вмирає від невиліковної хвороби. Як і раніше в «Ріголетто» і «Трубадурі» Верді поставив на центральну роль персонаж, відкинутий суспільством.
Оригінальна партитура опери поділяється на три акти, де дія першого проходить у салоні Віолетти, другого — у її заміському будинку й у палаці Флори Бервуа, третього — в останній квартирі Віолетти. Через велику довжину другої дії, її при постановці часто розбивають на дві дії, таким чином «Травіата» звичайно ставиться як опера в чотирьох діях із трьома антрактами.

## Історія створення

### Опера, роман і реальність
Оскільки опера написана за мотивами «Дами з камеліями», а роман, у свою чергу, створений автором за мотивами особистих переживань, головним персонажам опери відповідають реальні прототипи. Прототипом Віолетти стала знаменита паризька куртизанка Марі Дюплессі, яка вважалася не тільки дуже привабливою, але і досить розумною жінкою. Серед шанувальників Дюплессі був і Олександр Дюма-син. Вважається, що в розриві з Дюплессі і від'їзді сина винний Дюма-батько. Повернувшись у Париж, Дюма-син не застав кохану в живих — вона вмерла від туберкульозу в 1847 році. Через якийсь час вийшов роман «Дама з камеліями». В 1848 році роман був перероблений для театральної постановки, але був дозволений тільки через чотири роки — цензура вважала його аморальним.

### Прототипи
| Персонаж опери  | Персонаж роману | Прототип              |
| --------------- | --------------- | --------------------- |
| Віолетта Валері | Маргарита Готьє | Марі Дюплессі         |
| Альфред Жермон  | Арман Дюваль    | Олександр Дюма-син    |
| Жорж Жермон     | Жорж Дюваль     | Олександр Дюма-батько |
| Барон Дуфоль    |                 | Збірний образ         |

## Ролі

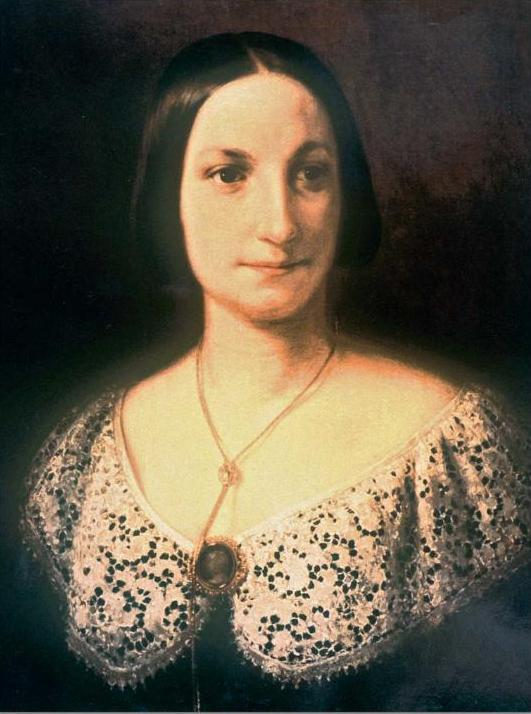
Фанні Сальвіні-Донателлі, перша виконавиця партії Віолетти

| Ролі                                                 | Голос         | Прем'єрний склад, 6 березня 1853 Диригент: Ґаетано Марес |
| ---------------------------------------------------- | ------------- | -------------------------------------------------------- |
| Віолетта Валері, куртизанка                          | сопрано       | Фанні Сальвіні-Донателлі                                 |
| Альфред Жермон, молодий буржуа з провінційної родини | тенор         | Лодовіко Ґрац'яні                                        |
| Жорж Жермон, батько Альфреда                         | баритон       | Феліче Варезі                                            |
| Флора Бервуа, подруга Віолетти                       | меццо-сопрано | Сперанца Джузеппіні                                      |
| Анніна, покоївка Віолетти                            | сопрано       | Карлотта Беріні                                          |
| Ґастон де Летор'єр, друг Альфреда                    | тенор         | Анджело Дзульяні                                         |
| Барон Дуфоль, коханець Віолетти, суперник Альфреда   | баритон       | Франческо Драґоне                                        |
| Маркіз д'Обіньї                                      | бас           | Арнальдо Сільвестрі                                      |
| Лікар Ґренвіль                                       | бас           | Андреа Белліні                                           |
| Джузеппе, слуга Віолетти                             | тенор         | Ґ. Борсато                                               |
| Слуга Флори                                          | бас           | Ґ. Тона                                                  |
| Комісар                                              | бас           | Антоніо Мадзіні                                          |

## Лібрето

### 1 дія
Жовтень, середина XIX століття, Париж. Куртизанка Віолетта Валері влаштовує один з вечорів у своєму салоні. Їй представляють парубка, що недавно приїхав у Париж з провінції, Альфреда Жермона, що справляє враження більш уважного і чуйного чоловіка, ніж її супутник барон Дуфоль. Альфред Жермон промовляє палкий тост про любов (це найвідоміша частина опери, дует «Підносьте свій келих»/Libiamo ne' lieti calici). Залишившись з Віолетою на самоті, Альфред освічується їй у коханні, і намагається переконати її змінити спосіб життя. Вона пояснює Альфреду, що не вміє любити (дует «Одної щасливої днини»/Un dì, felice, eterea) і віддає йому квітку камелії, яку Альфред повинен повернути, коли та засохне. Гості розходяться. Віолета майже готова прийняти почуття юнака, але намагається відігнати думки за допомогою хвалебної пісні матеріальним благам.

### 2 дія
1 картина
Січень. Альфред і Віолетта живуть у заміському будинку. Випадково Альфред довідується, що його кохана таємно розпродає своє майно, щоб забезпечити їхнє життя. Присоромлений, він повертається в Париж з надією поліпшити фінансове становище. Поки він відсутній, Віолетту відвідує батько Альфреда, Жорж Жермон, який вважає, що куртизанка напастить репутацію його сина; наречений його дочки (сестри Альфреда) говорить, що розірве заручини, якщо Альфред не розірве з Віолетою, тому батько Альфреда вимагає припинити любовні стосунки. Віолетта знає, що вона хвора на туберкульоз і незабаром помре, тому погоджується. Вона їде, залишивши Альфреду прощальний лист. Альфред спочатку вважає, що вона покинула його через гроші, однак із прочитаного листа довідається, що Віолетта вирішила повернутися до старого способу життя. Жорж Жермон вмовляє сина повернутися додому, але той не погоджується. Зненацька він знаходить запрошення від подруги Віолетти Флори Бервуа. Альфред поспішає до Флори, щоб помститися за зраду.
2 картина
Бал-маскарад у палаці Флори. Віолетта входить під руку з бароном Дуфолем, сумна через розрив з коханим. Серед переодягнених гостей є і Альфред, якому щастить в картковій грі. Альфред шукає сварки з бароном. Коли гості розходяться по інших залах, Віолетта просить Альфреда покинути бал, побоюючись за його життя. Він згодний піти лише в тому випадку, якщо вона піде з ним. Віолетта відмовляється, говорить, що любить Дуфоля. Ревнивий Альфред збирає в залі всіх гостей і привселюдно ображає Віолетту, кинувши їй в обличчя виграні гроші як плату за кохання. Віолетта непритомніє. Жорж Жермон дорікає синові за такий вчинок. Дуфоль викликає Альфреда на дуель. Віолетта засмучена, тому що не може сказати Альфреду правду.

### 3 дія
Лютий. Стан Віолетти сильно погіршився, вона наказує роздати всі гроші біднякам. Жорж Жермон пише в листі, що під час дуелі його син поранив барона, тому повинен був на якийсь час виїхати за кордон, але незабаром повертається — старий зізнався, що це він змусив Віолетту покинути Альфреда. З відкритого вікна чуються пісні паризького карнавалу! Раптово приїжджає Альфред, закохані щасливі, будують плани на майбутнє. Раптом сили залишають Віолетту. Альфред присягається їй у коханні, вона ж дарує йому медальйон, що повинна носити майбутня наречена Альфреда. Віолетта помирає на руках Альфреда.

## Історія постановок

### «Травіата» в світі

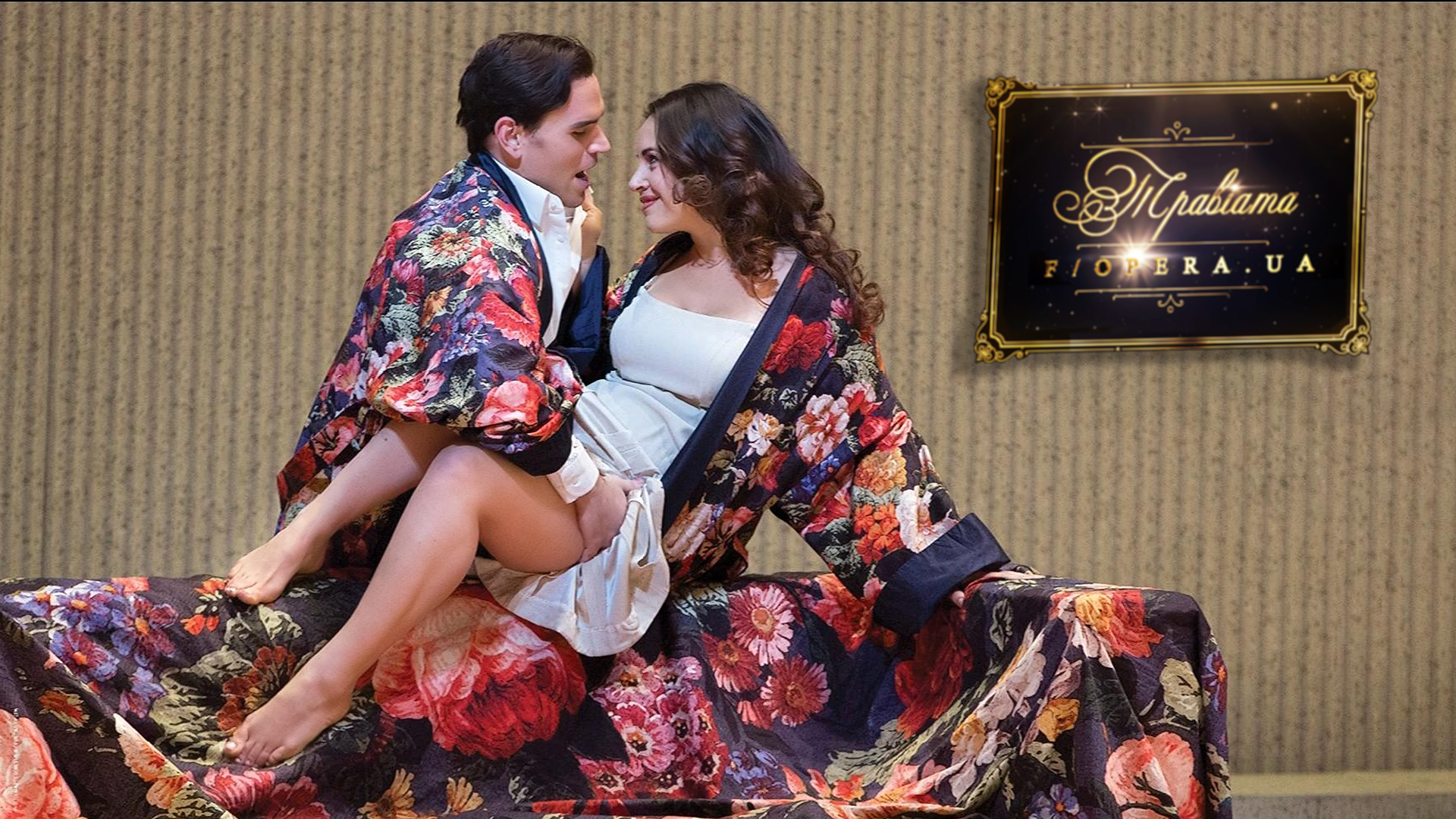
Соня Йончева як Віолетта, Майкл Фабіано як Альфред, «Травіата», Метрополітен-опера, 2017

Відомі постановки в світі
| Рік            | Театр                                | Назва      | Постановка    | Віолетта                  | Альфред            | Жермон            | Медіа                            | Примітки |
| -------------- | ------------------------------------ | ---------- | ------------- | ------------------------- | ------------------ | ----------------- | -------------------------------- | --- |
| 1853 6 березня | Театр Ла Феніче (м. Венеція, Італія) |            |               | Фанні Сальвіні-Донателлі, | Лодовіко Граціані  | Феліче Варезі     |                                  | Прем'єра опери |
| 1904           |                                      |            |               | Неллі Мелба               |                    |                   |                                  | |
| 1907           |                                      |            |               | Неллі Мелба               |                    |                   |                                  | |
| 1910           |                                      |            |               | Лукреція Борі             |                    |                   |                                  | |
|                |                                      |            |               | Лічія Альбанезе           | Жан Пірс           | Роберт Мерілл     |                                  | Хор і оркестр NBC, диригент — Артуро Тосканіні                                                                                |
| 1947           |                                      |            |               | Єлизавета Шумська         | Іван Козловський   | Павло Лісіціан    |                                  | Хор і оркестр Большого театру СРСР, диригент — Олександр Орлов                                                                |
| 1952           |                                      |            |               | Рената Тебальді           | Гіацинт Пранделлі  | Джино Орландіні   |                                  | Хор і оркестр Італійського радіо, диригент — Карло Марія Джуліні                                                              |
| 1959           |                                      |            |               | Марія Каллас              | Альфредо Краус     | Маріо Серені      |                                  | Хор і оркестр театру «Сан-Карлуш» (Лісабон), диригент — Франко Ґійоне                                                         |
| 1967           |                                      |            |               | Монсеррат Кабальє         | Карло Бергонці     | Шеріл Мілнс       |                                  | Хор і оркестр італійського відділення RCA, диригент — Жорж Претр                                                              |
| 1968           |                                      |            |               | Галина Вишневська         | Володимир Атлантов | Олексій Большаков |                                  | Хор і оркестр Большого театра СССР, диригент — Борис Хайкін                                                                   |
| 2000           |                                      |            |               | Кристина Галлардо-Домас   | Роберто Ароніка    | Володимир Чернов  |                                  | Хор і оркестр театру «Метрополітен-опера», диригент — Роберто Аббадо                                                          |
| 2003           | Екс-ан-Прованський оперний фестиваль |            | Петер Муссбах | Мірей Делюнш              | Метью Поленцані    | Желько Лучич      |                                  | Оркестр Парижа, диригент — Ютака Садо                                                                                         |
| 2005           | Зальцбурзький фестиваль              |            | Віллі Декер   | Ганна Нетребко            | Роландо Вільясон   | Томас Гемпсон     |                                  | Віденський філармонічний оркестр, диригент — Карло Ріцці                                                                      |
| 2007           |                                      |            |               | Амалія Гогешвілі          | Сергій Балашов     | Євгеній Поліканін |                                  | Хор і оркестр Московського академічного музичного театру ім. Станіславського і Немировича-Данченка, диригент — Фелікс Коробов |
| 2017           | Метрополітен-опера                   | «Травіата» | Віллі Декер   | Соня Йончева              | Майкл Фабіано      | Томас Гемпсон     | Перший акт Другий акт Третій акт | |

### «Травіата» в Україні
У Київській опері «Травіату» співали українською мовою у перекладі Максима Рильського.
2000 року цей переклад був надрукований у «неадаптованій до клавіру редакції» Василя Туркевича. У 2017 році переклад М. Рильського реконструював та опублікував Максим Стріха. Окремі номери — «Арію Жермона» та «Застільну» також переклав Юрій Отрошенко.
Свій переклад «Травіати» 2019 року зробив Олекса Кириченко.
Відео: фрагменти опери у записах київських артистів:
- Арія Віолетти, виконує Єлизавета Чавдар
- Арія Жермона, виконує Павло Кармалюк
- Дует Libiamo ne' lieti calici, виконують Степан Фіцич, Наталія Кречко, Оксана Дондик

Відомі постановки в Україні
| Рік               | Театр                                                                                  | Назва         | Постановка                                                    | Віолетта                                                     | Альфред                           | Жермон                                             | Медіа                   | Примітки |
| ----------------- | -------------------------------------------------------------------------------------- | ------------- | ------------------------------------------------------------- | ------------------------------------------------------------ | --------------------------------- | -------------------------------------------------- | ----------------------- | --- |
| 1940              | Львівський державний театр опери та балету                                             | «Травіата»    | О. С. Леін (режисер) М. Г. Гончаров (диригент)                | В. Єнджеєвська                                               | М. Г. Фішер                       | Р. С. Циганік                                      | ЗМІ                     | |
| 1994 31 березня   | Національний академічний театр опери та балету України імені Тараса Шевченка, м. Київ  | «Травіата»    | Дмитро Гнатюк (режисер) Віктор Думанеску (диригент)           | Ольга Нагорна Лілія Гревцова Ольга Фомічова Тамара Калінкіна | Дмитро Кузьмін Дмитро Іванченко   | Михайло Кірішев Петро Приймак Олександр Мельничук  |                         | |
| 2001 13 липня     | Львівський національний академічний театр опери та балету імені Соломії Крушельницької | «Травіата»    | Джузеппе Вішілія (Італія) (режисер) Михайло Дутчак (диригент) | В. Колтун Н. Романюк                                         | О. Лихач В. Лісковецький          | І. Кушплер О. Сидір                                | Вистава на сайті театру | Виконується італійською мовою з українськими субтитрами |
| 2011 17 листопада | Київський муніципальний академічний театр опери та балету для дітей та юнацтва         | «Травіата»    | Віталій Пальчиков (режисер) Віктор Плоскіна (диригент)        | Руслана Коваль                                               | Дмитро Фощанка                    | Олександр Киреєв                                   |                         | Виконується італійською мовою з українськими субтитрами. Нагороди: премія «Київська пектораль» у номінації «краща музична вистава» (2011) |
| 2013 11 червня    | Харківський національний академічний театр опери та балету імені Миколи Лисенка        | «Травіата»    | Олександр Лебедєв (режисер) Віталій Куценко (диригент)        |                                                              |                                   |                                                    |                         | Виконується італійською мовою з українськими субтитрами |
| 2016 15 квітня    | Дніпропетровський академічний театр опери та балету                                    | «Травіата»    | Олексій Дугінов (режисер) Юрій Пороховник (диригент)          | М. Кнігницька                                                | М. Ворочек В. Мельник Т. Парулава | А. Ломакович О. Сергєєв                            |                         | |
| 2019 9 листопада  | Одеський національний академічний театр опери та балету                                | «La Traviata» | Євген Лавренчук (режисер) В'ячеслав Чернуха-Волич (диригент)  | Аліна Ворох                                                  | Олег Злакоман                     |                                                    | ЗМІ                     | Нагороди: Премія імені Леся Курбаса (2020), Всеукраїнський фестиваль-премія «GRA» (м. Київ) у номінації «Музична вистава у жанрі опери/оперети/мюзиклу» (2020), Євген Лавренчук увійшов до короткого переліку Національної премії України ім. Тараса Шевченка (театральне мистецтво) (2021). |
| 2022 29 жовтня    | Національний академічний театр опери та балету України імені Тараса Шевченка, м. Київ  | «Травіата»    | Анатолій Солов'яненко (режисер) Микола Дядюра (диригент)      | Лілія Гревцова Тамара Калінкіна Ольга Фомічова               | Дмитро Кузьмін Дмитро Іванченко   | Геннадій Ващенко Олександр Мельничук Петро Приймак | ЗМІ                     | |

## Екранізації
| Рік  | Постер | Назва               | Режисер                 | Віолетта       | Альфред          | Жермон          | Примітки |
| ---- | ------ | ------------------- | ----------------------- | -------------- | ---------------- | --------------- | --- |
| 1968 |        | «Травіата»          | Маріо Ланфранкі         | Анна Моффо     | Франко Бонісоллі | Джино Бекі      | Фільм-опера. Хор та оркестр Римського оперного театру, диригент — Джузеппе Патане |
| 1983 |        | «Травіата»          | Франко Дзефіреллі       | Тереза Стратас | Пласідо Домінго  | Корнелл Макнейл | Фільм-опера. Хор та оркестр театру Метрополітен-опера, диригент — Джеймс Лівайн |
| 2000 |        | «Травіата у Парижі» | Джузеппе Патроні Гріффі | Етері Гвазава  | Хосе Кура        | Роландо Панераї | Фільм-опера. Продюсер — Андреа Андерман. Оператор — Вітторіо Стораро. Національний симфонічний оркестр телерадіокомпанії RAI (Турин), диригент — Зубін Мета. Хор «I Solisti Cantori», хормейстер — Емануела Ді Пьетро |

## Використання образу Травіати

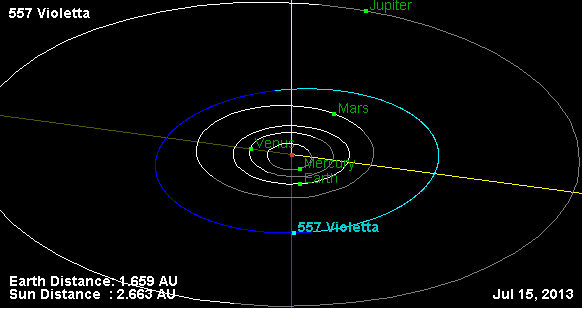
Орбіта астероїда 557 Віолетта

На честь головної героїні опери було названо астероїд Віолетта, який відкрив1905 року німецький астроном Макс Вольф у Обсерваторії Гайдельберг-Кеніґштуль.